# Plagiohammus olivescens
Plagiohammus olivescens là một loài bọ cánh cứng trong họ Cerambycidae.